# Гортанна змичка
Глухий гортанний зімкнено-проривний приголосний, гортанна змичка (вибух, експлозія), твердий приступ — тип приголосного звука, що існує в багатьох людських мовах. Символ Міжнародного фонетичного алфавіту для цього звука — ʔ, а відповідний символ X-SAMPA — ?.

## Властивості
Властивості гортанного зімкнення:
- Тип фонації — глуха, тобто голосові зв'язки не вібрують, обов'язково так, оскільки вони щільно стиснені перекриваючи потік повітря.
- Спосіб творення — проривний або зімкнений, тобто повітряний потік повністю перекривається.
- Місце творення — гортанне, тобто він артикулюється голосовими зв'язками.
- Це ротовий приголосний, тобто повітря виходить крізь рот.
- Оскільки він вимовляється в горлі, без ротового компонента, протиставлення центральний/боковий не стосується цього звука.
- Механізм передачі повітря — егресивний легеневий, тобто під час артикуляції повітря виштовхується крізь голосовий тракт з легенів, а не з гортані, чи з рота.